# Rippl-Rónai József

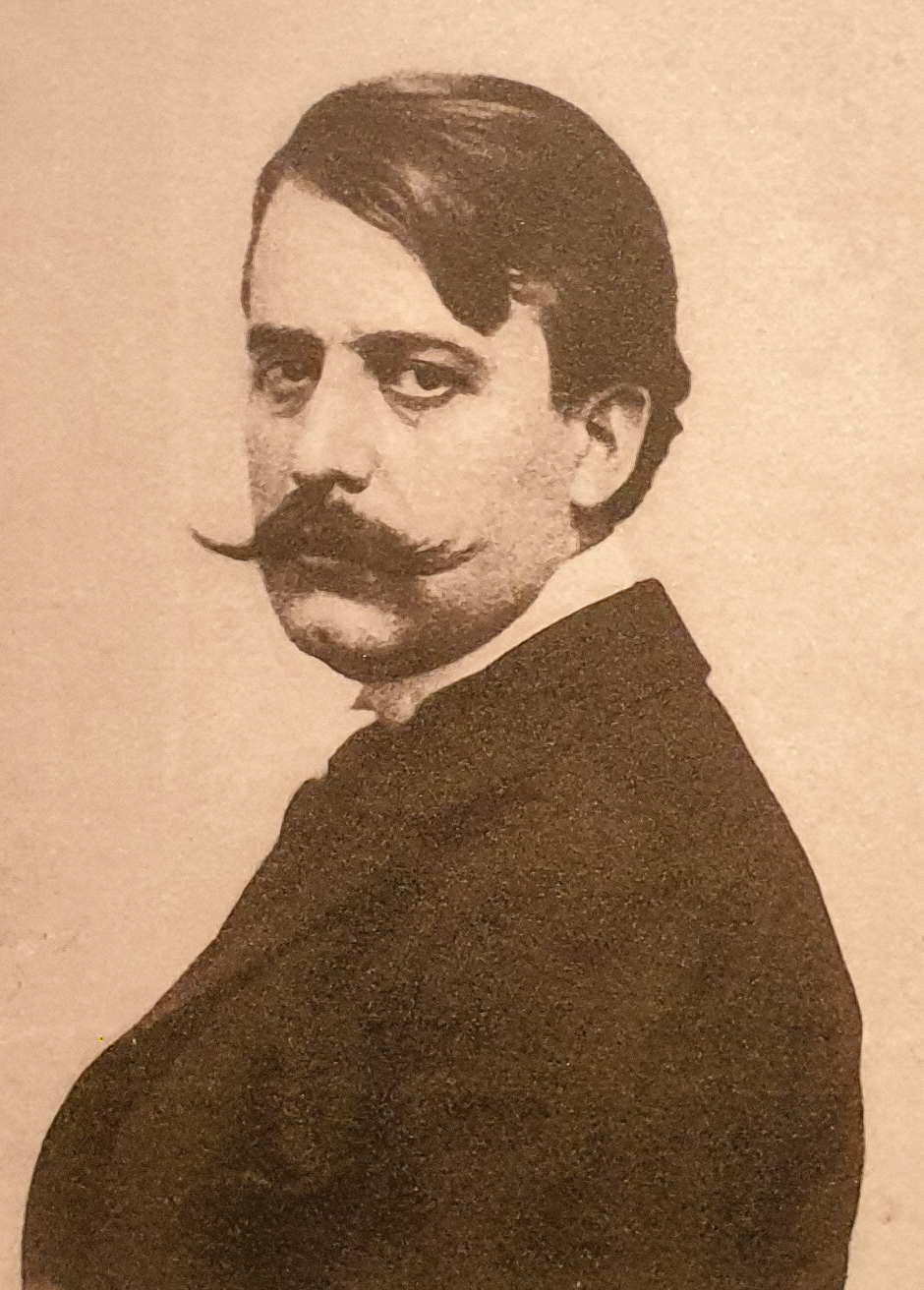
Rippl-Rónay 1902 körül

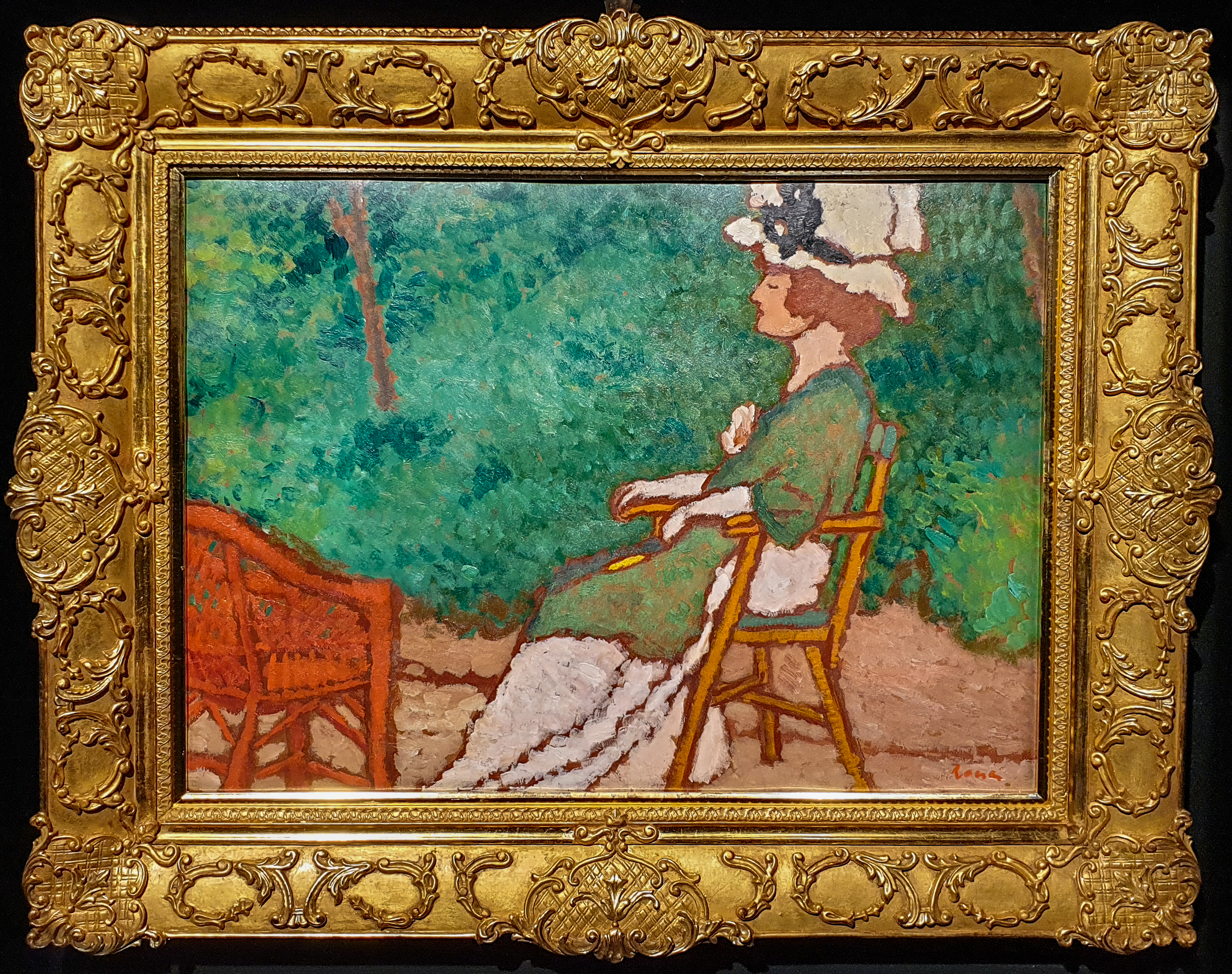
Elegáns úriasszony a kertben – egy 2021-es árverés egyik kiemelkedő sikerképe

Rippl-Rónai József (Kaposvár, 1861. május 23. – Kaposvár, 1927. november 25.) magyar festő- és grafikusművész.

## Élete

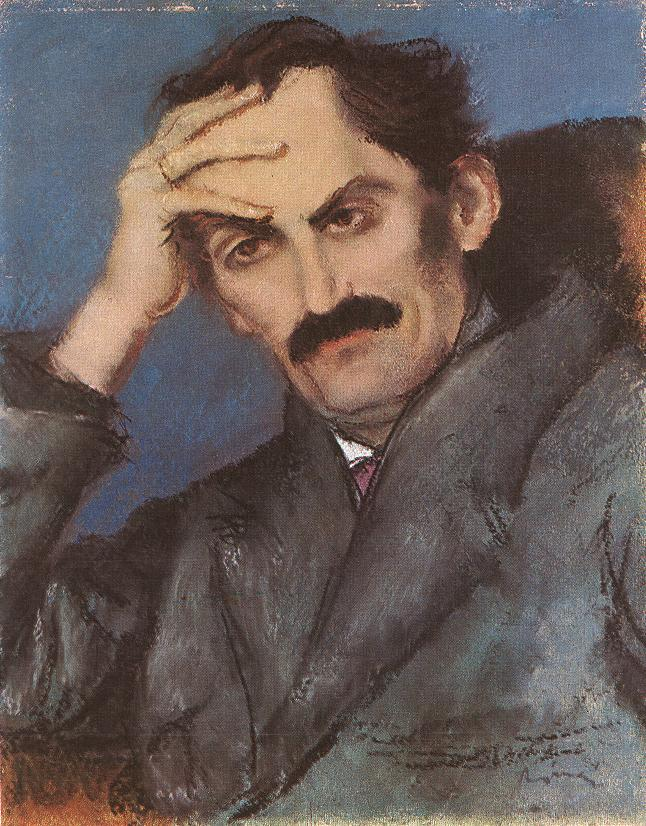
Babits Mihály (1923)

Rippl József tolnai sváb származású, római katolikus vallású, első generációs értelmiségi igazgató-tanító és Knezevich Paulina horvát ősökkel is rendelkező asszony fiaként született Kaposvárott, Rippl József néven. Családnevét, apját és két testvérét egy évvel később követve, 1889-ben változtatta Rippl-Rónaira. Művészi pályafutása kis kanyarral indult. A pécsi Arany Sas patikában és Kaposváron az Arany Oroszlán Gyógyszertárban volt patikussegéd, majd Budapesten gyógyszerész mesteroklevelet szerzett. Gyógyszerészi tevékenységéhez köthető, hogy élete végéig megmaradó sérülést szerzett, amikor kénsavval leöntötte bal kézfejét.
1882-ben Zichy Ödönnél házitanítóskodott, Szurdon és Kalksburgban élt, közben rajzórákat vett. 1884-től a müncheni Művészeti Akadémiára járt. 1887-ben Párizsba ment és Munkácsy Mihálynál tanult, később segédje lett. Festészetén eleinte meglátszott mestere hatása, akinek stílusát utánozta. Franciaországi tartózkodása alatt megismerkedett az új stílusirányzatokkal is. 1892-ben egy skót barátjával Neuillybe költözött. Miután hazatért, 1900-ban kiállítása volt Budapesten, majd 1902-ben Kaposváron, egy Fő utcai házban telepedett le. 1906-ban, a Könyves Kálmán reprodukciós cég gyűjteményes kiállításán 318 alkotásával mutatkozott be a hazai közönségnek.
Alapító tagja volt a Magyar Impresszionisták és Naturalisták Köre (MIÉNK) csoportnak, és részt vett a Nyugat mozgalmában is. Újra franciaországi látogatást tett, ahol az első világháború kitörésekor 1914-ben Párizsban mint ellenséges állam polgárát elfogták és internálták, 1915-ben tért haza Kaposvárra, az 1908. július 23-án megvásárolt Róma-villába, ahol tovább alkotott. A festészeten kívül üvegablakok tervezésével és készítésével is foglalkozott. 1912-ben ő készítette az Ernst Múzeum nagyméretű üvegablakát. Második neje Baudrion Lazarine volt, nevelt fia pedig dr. Martyn Róbert, aki később a Róma-villát is örökölte.

## Munkássága

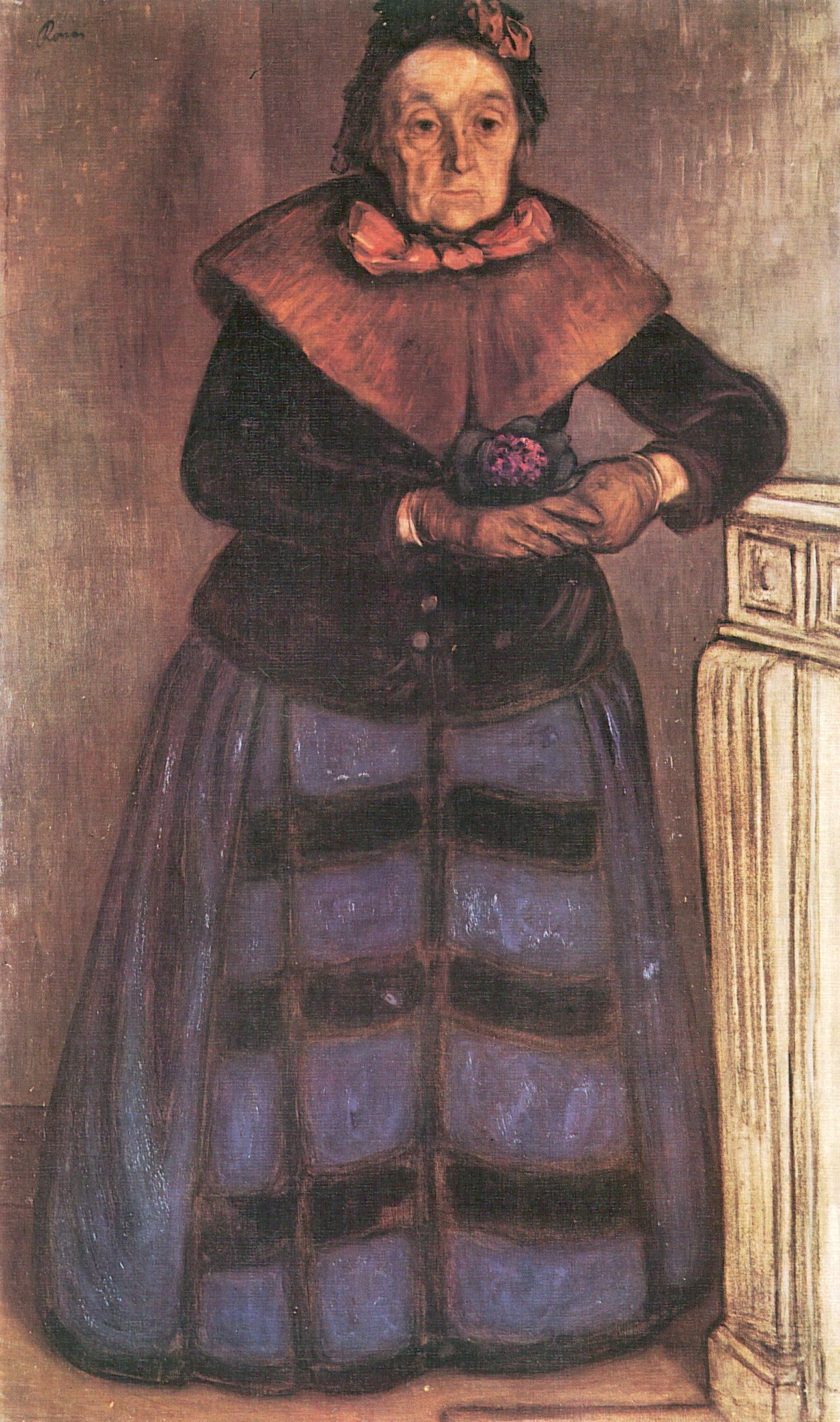
Öregasszony ibolyával (1895)

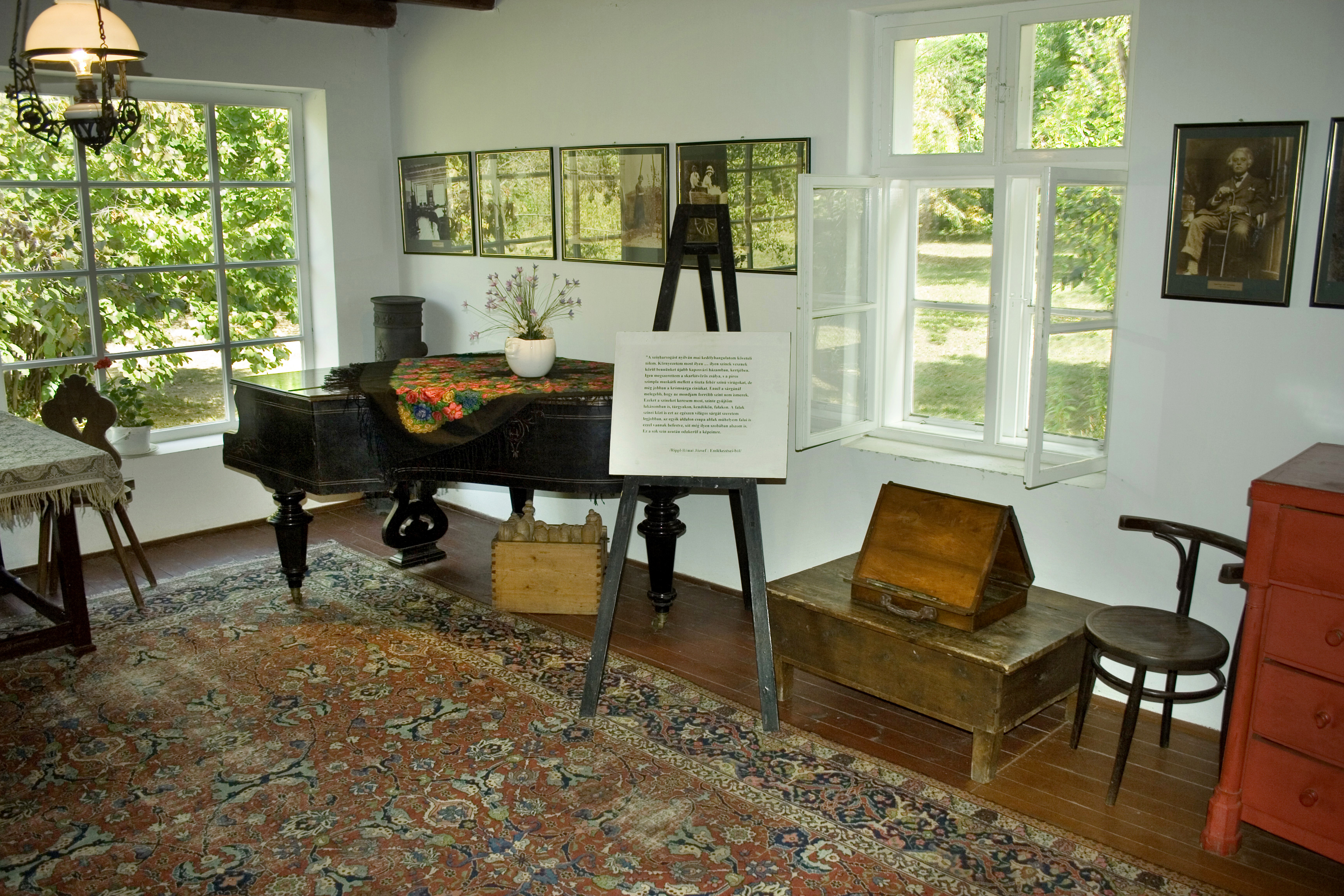
A festő műterme ma Kaposvár egyik nevezetessége (Rippl-Rónai-villa)

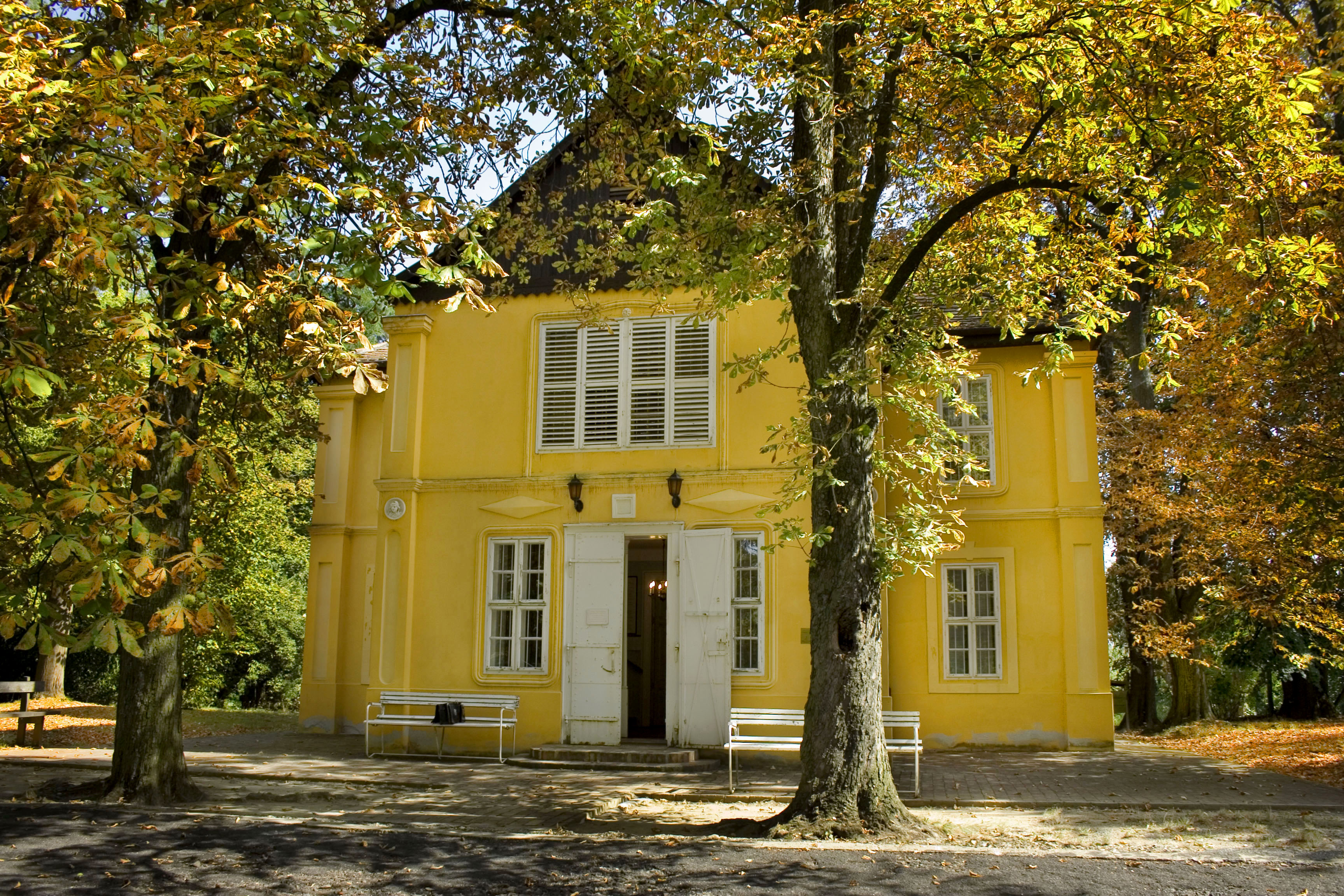
Élete jelentős idejét töltötte házában, és a villa parkjában található műtermében, amelyek ma emlékmúzeumként működnek

A posztimpresszionista és szecessziós törekvések legjobb magyarországi képviselőjeként tartják számon. Festészetére gazdag színvilág, stilizáló vonalak és dekorativitás jellemző. Az 1900-as évek elején finom pasztell technikájú képeket festett. Művein bemutatja a kisváros életét, erre legjobb példa a Piacsek bácsit bemutató sorozat. Kialakított egy sajátos stílust, amit „kukoricásnak” nevezett, az olajfestéket vattaszerűen, foltonként hordta fel kartonpapírra. Ez a stílus leginkább a fauvizmushoz és a pointillizmushoz hasonlítható, benne tarka rikító színek is megjelentek. Késői korszakában drámai hatású íróportrékat, önarcképeket festett. Amikor a Róma-villában élt, a festéshez gyakran nem a műtermébe elvonulva látott hozzá, hanem a villa parkjában, családtagjainak, barátainak és állatainak körében.
Korához képest újító törekvéseinek elismertetésében jelentős szerepet játszott öccse, Ödön, aki vasutas létére remek műérzékkel rendelkezett, és amiben csak tudta, támogatta művész bátyját. Állomásfőnökként szűkös anyagi keretek között, viszont korlátlan utazási lehetőségei által népszerűsítette József műveit, és hozott létre egy igen nívós képzőművészeti gyűjteményt Kaposváron. Az általa rendezett kiállításon Rippl-Rónai művei olyan nagy nevek körében kerültek bemutatásra, mint például Szinyei Merse Pál, Ferenczy Károly, Vaszary János vagy Kernstok Károly.
Rippl-Rónai nevéhez mintegy tízezer mű köthető, azonban ezek egy része mára már megsemmisült, sok képe pedig Amerikában vagy ismeretlen helyen van. 2016 májusában egy erdélyi magángyűjteményből új alkotása került elő: egy Ady Endrét ábrázoló pasztellkép.
2021 decemberében a Virág Judit Galéria és Aukciósház árverésén az Elegáns úriasszony a kertben című képe ( (Kunffy Zsigmondné, Tiller Ella zongoraművész portréja) kiemelkedő, 95 millió forintos áron kelt el. A festmény utoljára az 1940-es években volt Magyarországon kiállítva. A kilencvenes években egy külföldi árverésen bukkant fel, ahol egy az 1970-es években Magyarországon is külszolgálatot teljesítő, feltehetően titkosszolgálati munkát is végző angol diplomata vásárolta meg, és 2021-ig az ő gyűjteményében volt.

## Művei (válogatás)
- 1892, Kuglizók
- 1892, Öreganyám
- 1895, Apám, anyám
- 1889, Nő fehérpettyes ruhában
- 1907, Apám és Piacsek bácsi vörösbor mellett

## Kiállításai
- 1900, Budapest
- 1906, Könyves Kálmán cég (gyűjteményes)
- 1915, Ernst Múzeum

## Társasági tagság
- MIÉNK
- KÚT (Képzőművészek Új Társasága)

## Emlékezete
- Kaposváron tiszteletére Rippl-Rónai művészeti díjat alapítottak.
- 1977-ben egy nagy méretű, 200 forint névértékű, 28 gramm súlyú ezüst pénzérme került kibocsátásra Rippl-Rónai József emlékére.
- 1978. augusztus 20-án átadták a Rippl-Rónai József-emlékmúzeumot Kaposváron, amit később kibővítés és megújítás után, 2012. október 26-án újra megnyitottak.[6]
- A szintén Kaposváron 2001 óta minden tavasszal megtartott kulturális fesztivál 2014-ben felvette a Rippl-Rónai Fesztivál nevet.[12]
- 1930 körül Medgyessy Ferenc szobrot készített a festőről, ez 1952. december 23. óta[13] a kaposvári Rippl-Rónai téren látható. Műemléki védelem alatt áll.[14]
- Lányi Dezső Rippl-Rónai-mellszobrát 1936. szeptember 6-án avatták fel ott, ahol ma Medgyessy szobra áll,[15] a Lányi-szobor pedig 1952-ben átkerült a Keleti temetőbe, a festő sírjához.[13]
- 2011. május 24-én emlékmúzeumának parkjában is felavattak egy őt ábrázoló mellszobrot, ezt Horváth Balázs készítette.[16]
- Kaposvár belvárosában két fémszobor is ábrázolja a festőt, az Arany Oroszlán Gyógyszertár előtt 2009. május 21-én avatták fel azt az alkotást, ahol híres csacsifogatán ül (Trischler Ferenc készítette), az Ady Endre utcában pedig 2010. szeptember 3. óta látható Csernák Máté műve, az Ady Endre és Rippl-Rónai József találkozása.[16]
- Az egykori kaposvári szülőháza helyén álló ház falán (ma Zárda u. 27.) 1986-ban, születésének 125. évfordulóján emléktáblát avattak.[17]
- A kaposvári Anna u. 3-as ház falán emléktábla hívja fel a figyelmet, hogy Rippl-Rónai itt festette sok jelentős képét.[17]
- 2013 óta a Budapestet Kaposvárral is összekötő InterCity vonat neve Rippl-Rónai InterCity.[18]
- A Dél-Dunántúl neves gyógyszerészei című, 2014-ben megjelent enciklopédikus kötetben bemutatják életét és munkásságát.[19]
- Rippl-Rónai 2015-ben bekerült azon kaposvári hírességek közé is, akiknek nagyméretű arcképe egy-egy kaposvári helyi járatú buszt díszít.[20]
- 2016 májusában a Kaposvári Egyetem művészeti kara felvette a Rippl-Rónai Művészeti Kar nevet.[21]

## Kötetei
- Rippl-Rónai József emlékezései; Nyugat, Bp., 1911 Online
- Rippl-Rónai József emlékezései / Beck Ö. Fülöp emlékezései; bev., jegyz., sajtó alá rend. Farkas Zoltán; Szépirodalmi, Bp., 1957 (Magyar századok)
- Rippl-Rónai József írásaiból; összeáll., utószó, jegyz. Kávássy Sándor; Járási Művelődési Ház, Dunavecse, 1967